# Mustang (Oklahoma)
Mustang è un comune degli Stati Uniti d'America, situata in Oklahoma, nella contea di Canadian.